# Palazzo Maffei Marescotti
Il Palazzo Maffei Marescotti, a Roma, è un vasto palazzo, nato come palazzo nobiliare, ubicato nel Rione Pigna, in angolo tra via dei Cestari e via della Pigna, contiguo alla Chiesa delle Santissime Stimmate di San Francesco.

## Storia
Il palazzo fu ideato nel 1580 da Giacomo Della Porta su incarico del cardinale Marcantonio Maffei, demolendo allo scopo alcune case di famiglia che prospettavano su piazza della Pigna di fronte al palazzo che era stato della famiglia di Stefano Porcari. 
La morte colse il cardinale Maffei nel 1583 e per il palazzo non finito cominciò una lunga serie di cambiamenti di proprietari e di destinazioni d'uso, la cui unica costante fu di mantenerlo in ambito vaticano.
Ancora incompiuto lo comprò, nel 1591, la potente sorella di Sisto V, Camilla Peretti.
La proprietà passò poi a un Sannesio (Clemente Sannesio de Calutiis, marchese di Collelungo), al cardinale Ludovisio nel 1621, a Francesco II d'Este nel 1668, a un Acciaiuoli nel 1714, pervenendo infine nel 1764 ai Marescotti, che la tennero fino al 1865 facendo ampliare il palazzo da Ferdinando Fuga. 
Comincia qui la destinazione commerciale dell'immobile. Acquistato nel 1865 dalla Banca Romana di Tanlongo, dopo il fallimento di quest'istituto fu acquistato nel 1906 dalla Santa Sede, che ne fece la sede del Vicariato di Roma. Dopo il trasloco del Vicariato nel Palazzo di San Callisto (1964), l'edificio ospita alcune associazioni cattoliche e l'Opera romana pellegrinaggi, grande protagonista del turismo confessionale.